# Nicola Yoon
Nicola Yoon (Rio de Janeiro, 1º ottobre 1972) è una scrittrice statunitense.
Dai suoi romanzi sono stati tratti gli l'omonimi film, Il sole è anche una stella e Noi siamo tutto.

## Opere
- Il sole è anche una stella, 2015
- Noi siamo tutto, 2016
- Istruzioni per innamorarsi, 2022